# Olympische Winterspiele 1992/Teilnehmer (Ungarn)
| Gelbes Symbol für Goldmedaillen mit stilisierten Olympischen Ringen | Graues Symbol für Silbermedaillen mit stilisierten Olympischen Ringen | Braundes Symbol für Bronzemedaillen mit stilisierten Olympischen Ringen |
| ------------------------------------------------------------------- | --------------------------------------------------------------------- | ----------------------------------------------------------------------- |
| —                                                                   | —                                                                     | —                                                                       |

Ungarn nahm an den Olympischen Winterspielen 1992 im französischen Albertville mit einer Delegation von 24 Athleten in sechs Disziplinen teil, davon 13 Männer und 11 Frauen. Ein Medaillengewinn gelang keinem der Athleten.
Fahnenträger bei der Eröffnungsfeier war der Eiskunstläufer Attila Tóth.

## Teilnehmer nach Sportarten

### Biathlon
Männer
- László Farkas
10 km Sprint: 82. Platz (31:43,6 min)
20 km Einzel: 83. Platz (1:10:54,3 h)
4 × 7,5 km Staffel: 15. Platz (1:32:50,7 h)

- Tibor Géczi
10 km Sprint: 38. Platz (28:15,5 min)
20 km Einzel: 55. Platz (1:03:56,3 h)
4 × 7,5 km Staffel: 15. Platz (1:32:50,7 h)

- Gábor Mayer
10 km Sprint: 69. Platz (29:55,6 min)
4 × 7,5 km Staffel: 15. Platz (1:32:50,7 h)

- István Oláh Nelu
20 km Einzel: 80. Platz (1:09:08,6 h)

- János Panyik
10 km Sprint: 73. Platz (30:13,0 min)
20 km Einzel: 78. Platz (1:08:37,7 h)
4 × 7,5 km Staffel: 15. Platz (1:32:50,7 h)

Frauen
- Brigitta Bereczki
7,5 km Sprint: 61. Platz (29:42,6 min)
15 km Einzel: 44. Platz (59:18,2 min)
3 × 7,5 km Staffel: 16. Platz (1:31:31,1 h)

- Anna Bozsik
7,5 km Sprint: 67. Platz (33:44,8 min)
15 km Einzel: 66. Platz (1:05:47,0 h)

- Kathalin Czifra
7,5 km Sprint: 65. Platz (32:04,4 min)
15 km Einzel: Rennen nicht beendet
3 × 7,5 km Staffel: 16. Platz (1:31:31,1 h)

- Beatrix Holéczy
7,5 km Sprint: 66. Platz (32:44,5 min)
15 km Einzel: 59. Platz (1:02:56,4 h)
3 × 7,5 km Staffel: 16. Platz (1:31:31,1 h)

### Eiskunstlauf
Frauen
- Krisztina Czakó
23. Platz (32.5)

Eistanz
- Regina Woodward & Csaba Szentpétery
14. Platz (29,0)

- Klára Engi & Attila Tóth
7. Platz (13,6)

### Eisschnelllauf
Männer
- Csaba Madarász
500 m: 37. Platz (40,41 s)
1000 m: 41. Platz (1:20,58 min)
1500 m: 42. Platz (2:05,00 min)

Frauen
- Krisztina Egyed
500 m: 32. Platz (43,39 s)
1000 m: 34. Platz (1:27,81 min)
1500 m: 32. Platz (2:21,11 min)

### Shorttrack
Männer
- Tibor Kun Bálint
1000 m: 25. Platz (im Vorlauf ausgeschieden)

Frauen
- Tamara Kaszala
500 m: 24. Platz (im Vorlauf ausgeschieden)

### Ski Alpin
Männer
- Péter Kristály
Abfahrt: 43. Platz (2:09,88 min)
Super-G: 65. Platz (1:23,47 min)
Riesenslalom: 56. Platz (2:34,38 min)
Slalom: 43. Platz (2:08,06 min)
Kombination: 37. Platz (265,18)

- Attila Bónis
Super-G: 56. Platz (1:21,10 min)
Riesenslalom: Rennen nicht beendet
Slalom: 37. Platz (1:59,02 min)

- Pierre Kőszáli
Super-G: 57. Platz (1:21,45 min)
Riesenslalom: 42. Platz (2:23,36 min)
Slalom: Rennen nicht beendet
Kombination: 33. Platz (226,57)

- Balázs Tornay
Super-G: Rennen nicht beendet
Riesenslalom: 50. Platz (2:29,71 min)
Slalom: 38. Platz (2:00,52 min)

Frauen
- Annamária Bónis
Super-G: 43. Platz (1:37,68 min)
Riesenslalom: 34. Platz (2:37,00 min)
Slalom: Rennen nicht beendet

- Vera Gönczi
Super-G: 44. Platz (1:37,90 min)
Riesenslalom: Rennen nicht beendet
Slalom: 32. Platz (1:55,33 min)

### Skilanglauf
Männer
- István Oláh Nelu
10 km klassisch: 100. Platz (37:37,7 min)
15 km Verfolgung: 85. Platz (54:49,2 min)

Frauen
- Anna Bozsik
5 km klassisch: 59. Platz (18:29,0 min)
10 km Verfolgung: 54. Platz (36:39,8 min)
15 km klassisch: 48. Platz (53:46,5 min)